# Rocksavage

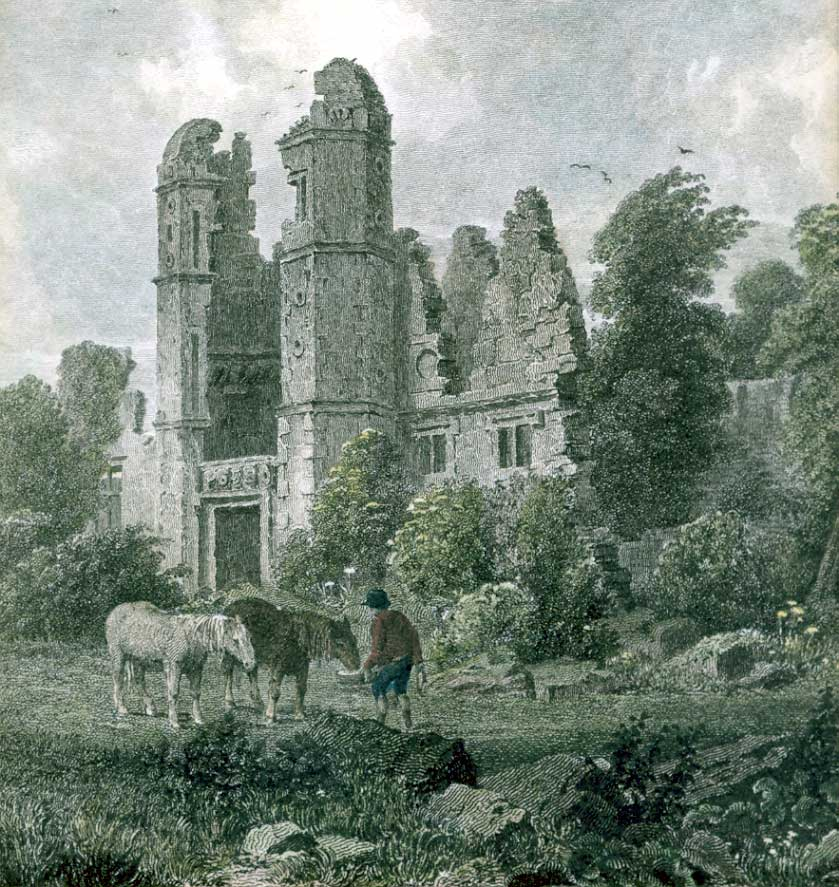
Ruinen von Rocksavage um 1818. Die achteckigen Türme flankierten den Hauseingang.

Rocksavage oder Rock Savage ist die Ruine eines Landhauses in Clifton in der englischen Verwaltungseinheit Cheshire West and Chester. Clifton ist heute ein Stadtviertel von Runcorn. Rocksavage war eines der großen Landhäuser im elisabethanischen Stil, das 1674 errichtet wurde. Es war das zweitgrößte Landhaus in Cheshire. König Jakob I. war 1617 dort zu Besuch. Das Haus wurde aufgegeben, als es Anfang des 18. Jahrhunderts in die Hände der Familie Cholmondeley kam, und 1782 waren nur noch Ruinen erhalten.
Rocksavage bestand aus einem Sandstein-Geviert um einem Hof in der Mitte; ein Paar achteckige Türme flankierten den Haupteingang. Heute sind nur noch Fragmente der Garten- und Obsthainmauern erhalten. English Heritage hat sie als historische Bauwerke II. Grades gelistet.

## Geschichte
Die Familie Savage hatte in Cheshire seit dem Ende der 1370er-Jahre großen Landbesitz, den sie erwarb, als John Savage († 1386) sich mit Margaret Danyers verheiratete. Sir John Savage († 1597/1598) war der Seneschall von Halton Castle und diente auch verschiedene Male als Parlamentsmitglied für Cheshire, Bürgermeister von Chester und High Sheriff of Cheshire. Er ließ Rocksavage an einem Hang über dem River Weaver bauen. Der Bau begann um 1565 und 1568 war das Haus fertig. Rocksavage war eines der großen elisabethanischen Landhäuser in Cheshire. Erhebungen über die Herdsteuer von 1674 zeigen, dass Rocksavage mit 50 Herden das zweitgrößte Haus in der Grafschaft war, nur Cholmondeley Castle war größer. Eine Beschreibung des Hauses vom Anfang des 17. Jahrhunderts preist sein “großartiges Mauerwerk”. Der mittelalterliche Familiensitz Clifton Hall stand ganz in der Nähe und diente nach Bau des neuen Hauses als Bauernhof und Nebengebäude.
Am 21. August 1617 dinierte König Jakob I. mit seiner Entourage auf dem Weg zur Vale Royal Abbey und nach Chester in Rocksavage. John Savage, 2. Earl Rivers, entschied sich im englischen Bürgerkrieg für die royalistische Seite. Rocksavage wurde von den parlamentaristischen Truppen ausgeraubt und das Dach sowie ein Teil der Mauern zerstört. James Scott, 1. Duke of Monmouth, weilte am 13. September 1682 als Gast von Thomas Savage, 3. Earl Rivers, in Rocksavage, als er durch Cheshire ritt, um eine Allianz gegen König Karl II. zu schmieden.
Durch Heirat fiel das Anwesen Anfang des 18. Jahrhunderts an James Berry, 4. Earl of Barrymore. Lord Barrymore ließ weitere Gebäude weiter oben am Hügel errichten, vermutlich nach Plänen des Architekten Henry Sephton. Diese heißen heute „Clifton Hall“ und waren entweder als Ersatz für Rocksavage oder als Nebengebäude für das Hauptgebäude des Landhauses gedacht. Wenige Jahre nach Errichtung dieser Gebäude wurde Rocksavage aufgegeben, nachdem die Tochter und Erbin des 4. Earls Barrymore, Lady Penelope Barry in die Familie Cholmondeley einheiratete und Cholmondeley Castle der Hauptfamiliensitz der nun verbundenen Ländereien wurde. Das leere Haus verfiel bald und lag 1782 bereits in Ruinen.
Als Lady Penelope Barrys Großneffe, der 4. Earl of Cholmondeley, 1815 zum Marquess of Cholmondeley erhoben wurde, wurde ihm auch der nachgeordnete Titel Earl of Rocksavage verliehen, den der jeweilige Heir Apparent des Marquess seither als Höflichkeitstitel führt.

## Beschreibung

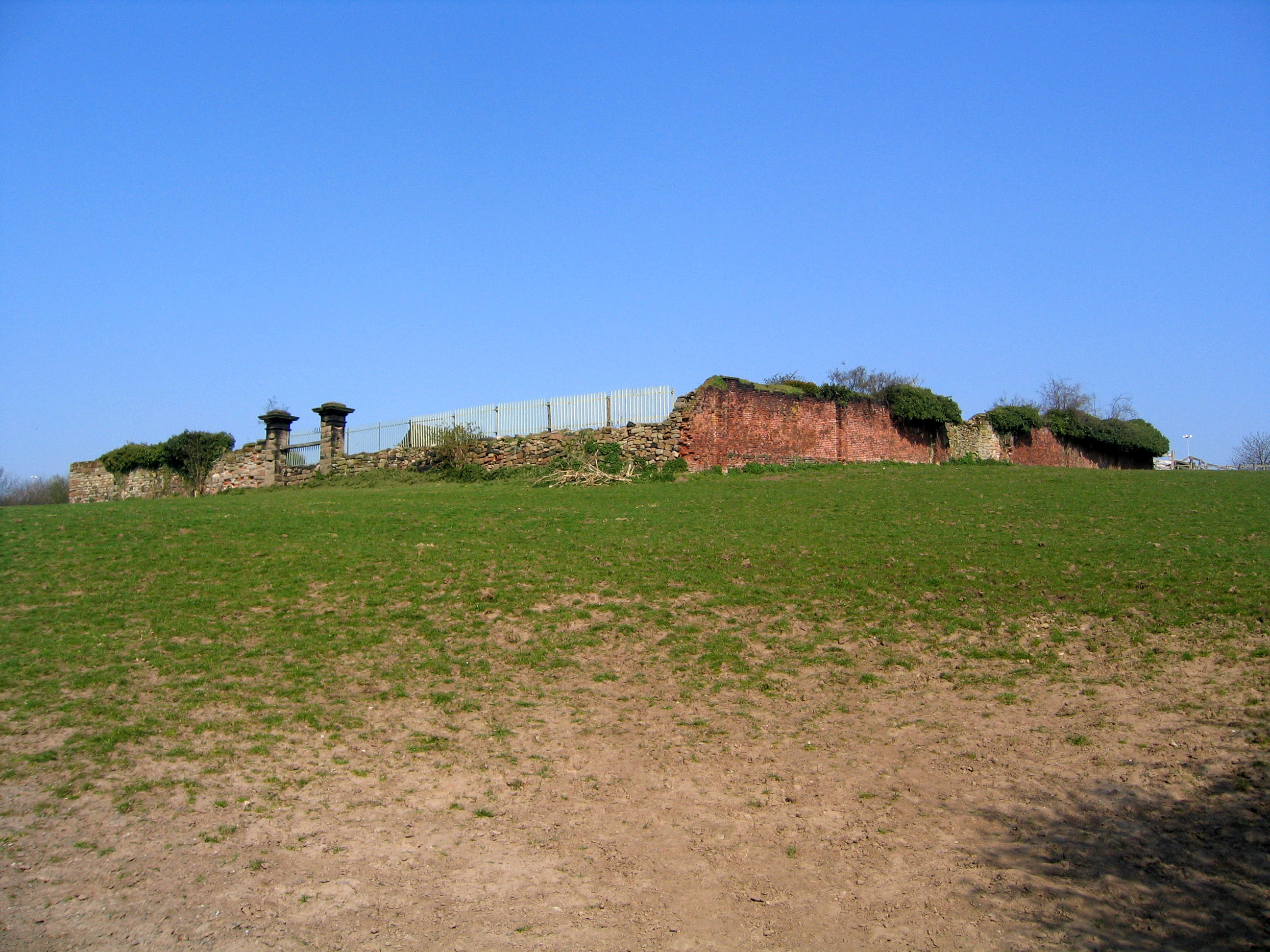
Ruinen von Rocksavage 2007

Das elisabethanische Landhaus bestand aus einem Geviert mit je vier Jochen aus dem vor Ort gebrochenen roten Sandstein, errichtet um einen Innenhof in der Mitte; es war symmetrisch, aber nicht klassisch. Der Haupteingang wurde von zwei achteckigen Türmen mit Kuppeln flankiert, die mit einer zinnenbewehrten Mauer verbunden waren. Die Türme stechen aus einer Gravierung der Ruinen, die Peter de Wint um 1818 anfertigte und die in George Ormerods Buch The History of the County Palatine and City of Chester erschien, hervor. Brereton Hall, die Sir John Savages Schwiegersohn William Brereton, 1. Baron Brereton, etwa 20 Jahre später bauen ließ, wurde nach dem Muster von Rocksavage geschaffen und hat auch dessen beide achteckige Türme. Anders als bei der Brereton Hall setzten sich bei den Türmen von Rocksavage die Zierrahmen um die Fenster über die angrenzenden Wände fort.
Das letzte größere Überbleibsel des Landhauses verschwand um 1980. Nur die Säulen des Eingangstores zum Obsthain und Fragmente der Garten- und Obsthainmauern sind in der Nähe der Autobahnbrücke der M56 über den Weaver bei Runcorn bis heute erhalten. English Heritage hat sie als historische Bauwerke II. Grades gelistet.
Die Clifton Hall aus dem 18. Jahrhundert war ursprünglich ein U-förmiges Ziegelgebäude mit hervorstehenden Steinpilastern. Eine Seite des U wurde abgerissen und die Überreste des Gebäudes sind heute von Nebengebäuden eines Bauernhofes umgeben.